# Schansspringen op de Olympische Winterspelen 1992

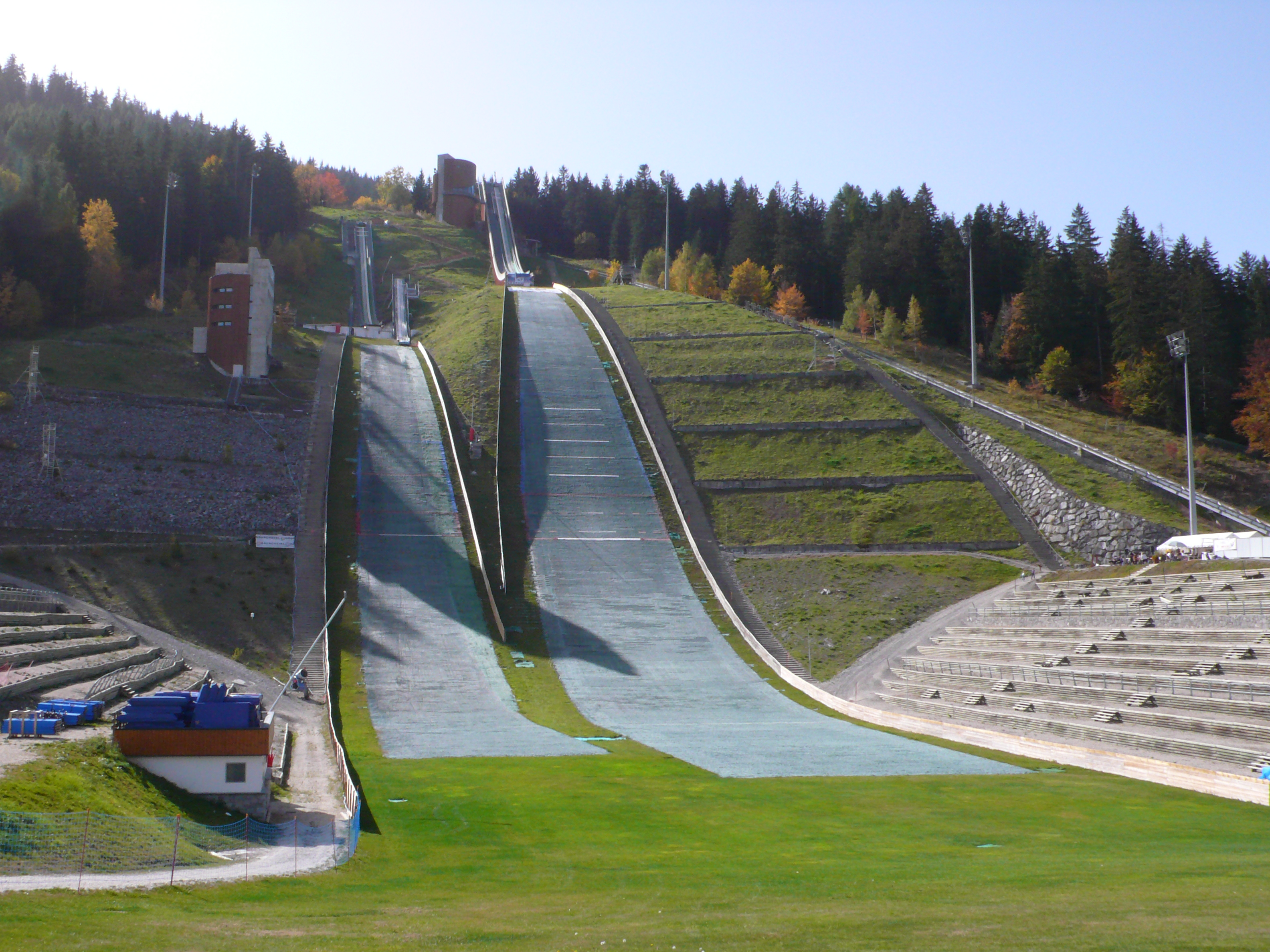

Schansspringen is een van de sporten die beoefend werden tijdens de Olympische Winterspelen 1992 in Albertville.

## Heren

### K90 Schans
| rang   | sporter(s)       | land | sprong 1 (m) | sprong 2 (m) | totaal (ptn) |
| ------ | ---------------- | ---- | ------------ | ------------ | ------------ |
| Goud   | Ernst Vettori    | AUT  | 88.0         | 87.5         | 222.8        |
| Zilver | Martin Höllwarth | AUT  | 90.5         | 83.0         | 218.1        |
| Brons  | Toni Nieminen    | FIN  | 88.0         | 84.5         | 217.0        |
| 4      | Heinz Kuttin     | AUT  | 85.5         | 86.0         | 214.4        |
| 5      | Mika Laitinen    | FIN  | 85.5         | 85.5         | 213.6        |
| 6      | Andreas Felder   | AUT  | 87.0         | 83.0         | 213.5        |
| 7      | Heiko Hunger     | GER  | 87.0         | 84.0         | 211.6        |
| 8      | Didier Mollard   | FRA  | 84.5         | 85.0         | 209.7        |

### K120 Schans
| rang   | sporter(s)       | land | sprong 1 (m) | sprong 2 (m) | totaal (ptn) |
| ------ | ---------------- | ---- | ------------ | ------------ | ------------ |
| Goud   | Toni Nieminen    | FIN  | 122.0        | 123.0        | 239.5        |
| Zilver | Martin Höllwarth | AUT  | 120.5        | 116.5        | 227.3        |
| Brons  | Heinz Kuttin     | AUT  | 117.5        | 112.0        | 214.8        |
| 4      | Masahiko Harada  | JPN  | 113.5        | 116.0        | 211.3        |
| 5      | Jiří Parma       | TCH  | 111.5        | 108.5        | 198.0        |
| 6      | Steeve Delaup    | FRA  | 106.0        | 105.5        | 185.6        |
| 7      | Ivan Lunardi     | ITA  | 110.5        | 102.5        | 185.2        |
| 8      | Franci Petek     | SLO  | 107.0        | 99.5         | 177.1        |

### K120 Schans Team
| rang   | sporter(s)                                                    | land | sprong 1 (m)            | sprong 2 (m)            | totaal (ptn) |
| ------ | ------------------------------------------------------------- | ---- | ----------------------- | ----------------------- | ------------ |
| Goud   | Ari-Pekka Nikkola Mika Laitinen Risto Laakkonen Toni Nieminen | FIN  | 116.5 110.0 111.0 123.0 | 108.5 106.0 110.0 122.0 | 644.4        |
| Zilver | Heinz Kuttin Ernst Vettori Martin Höllwarth Andreas Felder    | AUT  | 114.5 113.5 123.5 115.0 | 112.5 110.5 117.5 109.5 | 642.9        |
| Brons  | Tomáš Goder František Jež Jaroslav Sakala Jiří Parma          | TCH  | 117.0 113.5 113.0 118.5 | 110.0 104.5 102.0 115.5 | 620.1        |
| 4      | Jiro Kamiharako Masahiko Harada Noriaki Kasai Kenji Suda      | JPN  | 107.0 117.5 106.0 109.0 | 108.0 109.5 97.5 107.5  | 571.0        |
| 5      | Heiko Hunger Dieter Thoma Christof Duffner Jens Weißflog      | GER  | 105.5 109.0 101.5 107.0 | 106.5 104.5 92.5 104.0  | 544.6        |
| 6      | Primož Kopac Matjaž Zupan Franci Petek Samo Gostisa           | SLO  | 98.0 99.5 109.5 110.0   | 97.0 108.0 103.0 108.5  | 543.3        |
| 7      | Rune Olijnyk Magne Johansen Lasse Ottesen Espen Bredesen      | NOR  | 105.0 105.5 104.0 116.0 | 100.0 101.0 95.0 107.5  | 538.0        |
| 8      | Markus Gahler Martin Trunz Sylvain Freiholz Stefan Zünd       | SUI  | 109.0 100.5 107.0 107.5 | 105.5 98.0 102.5 107.0  | 537.9        |

## Medaillespiegel
| rang | land              | goud | zilver | brons | totaal |
| ---- | ----------------- | ---- | ------ | ----- | ------ |
| 1    | Finland           | 2    | 0      | 1     | 3      |
| 2    | Oostenrijk        | 1    | 3      | 1     | 5      |
| 3    | Tsjecho-Slowakije | 0    | 0      | 1     | 1      |
|      |                   | 3    | 3      | 3     | 9      |